# Valle di Taylor
La valle di Taylor è una delle tre valli principali dell'Area Specialmente Gestita dell'Antartide delle valli secche McMurdo, un'area di circa 15000 km² situata nella regione centro occidentale della Dipendenza di Ross, nell'Antartide Orientale.

## Caratteristiche
Situata in particolare in corrispondenza della costa di Scott, la valle si estende in direzione nord-est/sud-ovest tra i colli Kukri, a sud, e la dorsale Asgard, nord, per un totale di circa 47 km, 17 dei quali occupati dalla parte orientale del flusso del ghiacciaio Taylor. La parte libera della valle è lunga quindi circa 30 km, andando dal termine del ghiacciaio Taylor alla cala degli Esploratori, sulla costa nord-occidentale della baia New Harbor. Si ritiene che la valle sia stata scavata proprio dal ghiacciaio Taylor che poi, nei millenni, si è ritirato verso l'entroterra, lasciando nella valle una serie di laghi glaciali come il Fryxell, il Chad e il Bonney e proprio nel punto in cui il ghiacciaio Taylor termina in quest'ultimo lago si formano, durante la stagione estiva, le cosiddette "cascate di sangue". Questi laghi sono alimentati dai molti ghiacciai che scendono lungo i versanti della valle a partire dalla dorsale Asgard e dai colli Kukri, alcuni dei quali arrivano fino sul fondo della valle, come il Canada e il Commonwealth, e alcuni dei quali, pur non arrivando sul fondo della valle alimentano i laghi grazie a flussi di ghiaccio sciolto che si formano durante il loro scioglimento stagionale, è il caso ad esempio dei ghiacciai Sollas, Goldman e Howard.

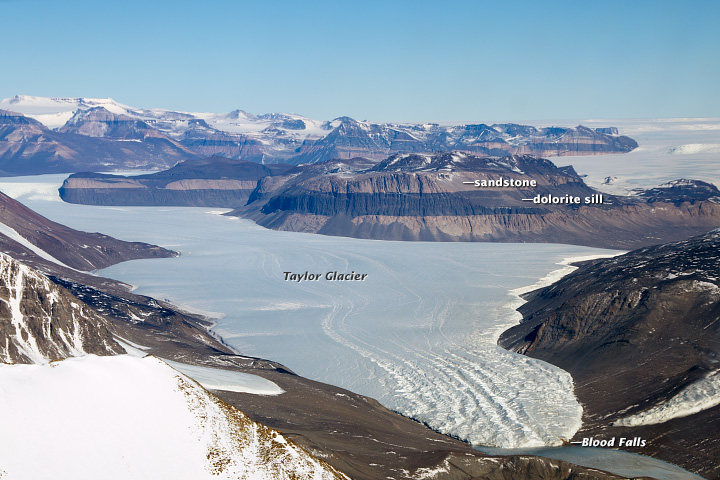
In questa fotografia della parte terminale del flusso del ghiacciaio Taylor si può vedere, sullo sfondo, le netta divisione tra i diversi strati geologici sui versanti della valle di Taylor.

Osservando i versanti della valle, perlopiù privi di ghiaccio e totalmente desertici, si possono osservare diversi strati geologici. Si notano in particolare degli strati color marrone chiaro appartenenti al cosiddetto "supergruppo Beacon", costituito da una serie di strati di rocce sedimentarie che costituivano il fondale di un mare poco profondo tra i 250 e i 400 milioni di anni fa, quando il continente antartico faceva ancora parte della Gondwana. Tali strati sono divisi da uno strato più scuro di dolerite (in particolare di "dolerite di Ferrar"), una roccia magmatica filoniana (o ipoabissale o subvulcanica) di composizione gabbrica chiamata anche "diabase"; tali filoni-strato, insieme ai loro dicchi alimentatori, sono i resti di imponenti eruzioni vulcaniche avvenute circa 180 milioni di anni fa, durante la rottura della Gondwana, nel Giurassico, e che probabilmente hanno agevolato tale rottura.

## Storia
La valle di Taylor è stata scoperta e mappata durante la Spedizione Discovery, condotta da 1901 al 1904 e comandata da Robert Falcon Scott, ed è stata poi meglio esplorata durante la Spedizione Terra Nova, condotta dal 1910 al 1913 e sempre al comando di Scott, che l'ha poi così battezzata in onore di Thomas Griffith Taylor, un geologo australiano che era a capo della squadra occidentale di quest'ultima spedizione.
Negli anni la valle è stata oggetto di molti studi e ricerca da parte di diverse spedizioni finanziate dal Programma Antartico degli Stati Uniti d'America e da altri programmi, tra cui quello neozelandese e quello australiano. Particolare attenzione ha poi destato il già citato fenomeno delle cascate di sangue, che ha fatto ipotizzare l'esistenza, al di sotto del ghiacciaio Taylor, di un lago e di una rete di canali di acqua salmastra popolati da un ecosistema unico al mondo ed isolato dal resto del mondo da più di 1,5 milioni di anni.

## Mappe

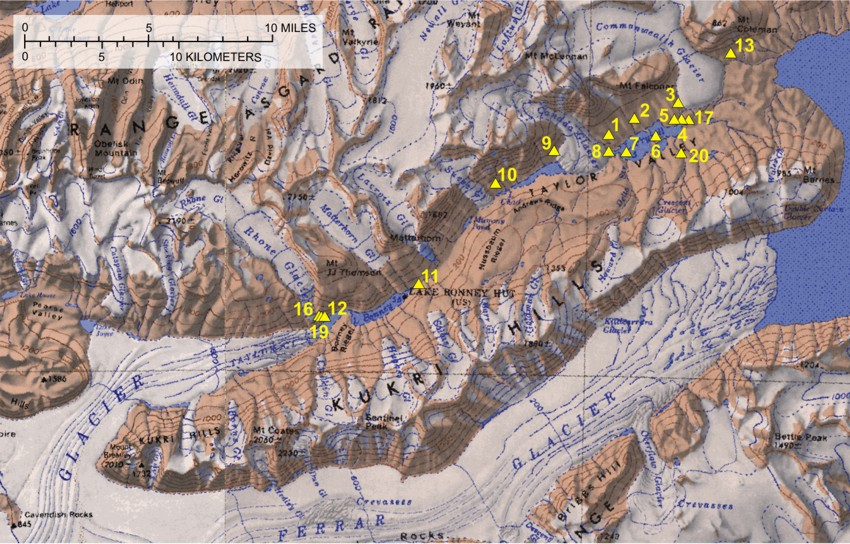
In questa mappa in scala 1:250 000 realizzata dallo USGS è possibile vedere l'estensione della valle di Taylor.